# Slaviansk-na-Kubani
Slaviansk-na-Kubani (ru. Славянск-на-Кубани) este un oraș din regiunea Krasnodar, Federația Rusă, cu o populație de 64.136 locuitori.